# Dune: Del 2
Dune: Del 2 (originaltitel: Dune: Part Two) er en amerikansk episk Science fiction-film udgivet i 2024. Filmen er produceret af Legendary Pictures og instrueret af Denis Villeneuve, der co-producerede og var medforfatter til manuskriptet sammen med Jon Spaihts. Filmen er distribueret af Warner Bros. Pictures.
Filmen er en efterfølger til Dune fra 2021 og del to i filmatiseringen af Frank Herberts roman Dune (da.: Klit) fra 1965. Filmen følger Paul Atreides, mens han forenes med Fremen-folket på ørkenplaneten Arrakis for at føre krig mod Huset Harkonnen. Timothée Chalamet, Rebecca Ferguson, Josh Brolin, Stellan Skarsgård, Zendaya, Charlotte Rampling og Javier Bardem gentager deres roller fra den første film, og har herudover bl.a. Austin Butler, Florence Pugh, Christopher Walken og Léa Seydoux med på rollelisten.
Udviklingen af filmen begyndte efter Legendary Pictures erhvervede film- og tv-rettigheder til Dune i 2016. Villeneuve blev hyret som instruktør for filmen i 2017 for at lave en todelt filmatisering. Der blev dog alene indgået produktionskontrakter for den første film, grundt usikkerhed om den første films mulig succes. Selvom Villeneuve var bekymret om Dune: Del 2 kunne realiseres, da den første film havde premiere samtidig i biografer og på streaming på HBO Max, forsikrede Warner Bros. Pictures ham, at efterfølgeren ville blive realiseret, hvis den klarede sig godt på HBO Max. Efter positive anmeldelser og med kommerciel succes med den første film, gav Warner Bros. og Legendary grønt lys for Dune: Part Two i oktober 2021. Filmen er optaget i bl.a Budapest, Italien, Jordan og i Abu Dhabi mellem juli og december 2022.
Dune: Del 2 var planlagt til udgivelse den 3. november 2023, men blev forsinket på grund af arbejdskonflikter i Hollywood i 2023. Filmen havde verdenspremiere på Auditorio Nacional i Mexico City den 6. februar 2024 og blev udgivet i USA den 1. marts 2024. Filmen har modtaget positiv kritik og har pr. 4. marts 2024 indspillet $184 millioner på verdensplan, hvilket går filmen til en af de bedst indtjenende i 2024.

## Medvirkende
- Timothée Chalamet som Paul Atreides
- Zendaya som Chani
- Léa Seydoux
- Rebecca Ferguson som Lady Jessica
- Josh Brolin som Gurney Halleck
- Austin Butler som Feyd-Rautha
- Florence Pugh som Princess Irulan
- Dave Bautista som Glossu Rabban
- Christopher Walken som Shaddam IV